# 637 (tal)
637 är det naturliga heltal som följer 636 och följs av 638.

## Matematiska egenskaper
- 637 är ett udda tal.
- 637 är ett sammansatt tal.
- 637 är ett glatt tal.
- 637 är ett Dekagontal.

## Inom vetenskapen
- 637 Chrysothemis, en asteroid.